# Neoapaloxylon
Neoapaloxylon es un género de plantas fanerógamas de la familia Fabaceae. Es originario de Madagascar.

## Especies
A continuación se brinda un listado de las especies del género Neoapaloxylon aceptadas hasta mayo de 2011, ordenadas alfabéticamente. Para cada una se indica el nombre binomial seguido del autor, abreviado según las convenciones y usos.
- Neoapaloxylon madagascariense (Drake) Rauschert
- Neoapaloxylon mandrarense Du Puy & R.Rabev.
- Neoapaloxylon tuberosum (R.Vig.) Rauschert